# Cephalaeschna patrorum
Cephalaeschna patrorum är en trollsländeart som beskrevs av James George Needham 1930. Cephalaeschna patrorum ingår i släktet Cephalaeschna och familjen mosaiktrollsländor. Inga underarter finns listade i Catalogue of Life.